# St. Anthony (Idaho)
St. Anthony – miasto w Stanach Zjednoczonych, w stanie Idaho, siedziba administracyjna hrabstwa Fremont.